# Рік Карсдорп
Рік Карсдорп (нід. Rick Karsdorp, нар. 11 лютого 1995, Схонговен) — нідерландський футболіст, правий захисник клубу ПСВ.

## Клубна кар'єра
Карсдорп є вихованцем академії «Феєрнорда», де займався з дев'яти років. Називався найкращим гравцем юнацької нідерландської ліги. Після закінчення навчання став відразу ж залучатися до основної команди. 12 грудня 2013 року підписав з клубом свій перший професійний контракт, який вступав у дію з 1 січня 2014 року і мав тривалість до 18 місяців з можливістю продовження на рік.
6 серпня 2014 року дебютував у професійному футболі в поєдинку відбіркового етапу Ліги Чемпіонів проти «Бешикташа», вийшовши на заміну на 69-й хвилині замість Йорді Класі.
В кінці того ж місяця, 24 серпня, Карсдорп дебютував в Ередивізі поєдинком проти «Утрехта», вийшовши на заміну на 80-й хвилині замість Йоріса Матейсена. 17 травня 2015 року в поєдинку проти «Зволле» здобув першу у кар'єрі червону картку, що було прямим вилученням за грубий фол. Всього в дебютному сезоні провів 20 ігор, у 15 з них виходячи в стартовому складі.

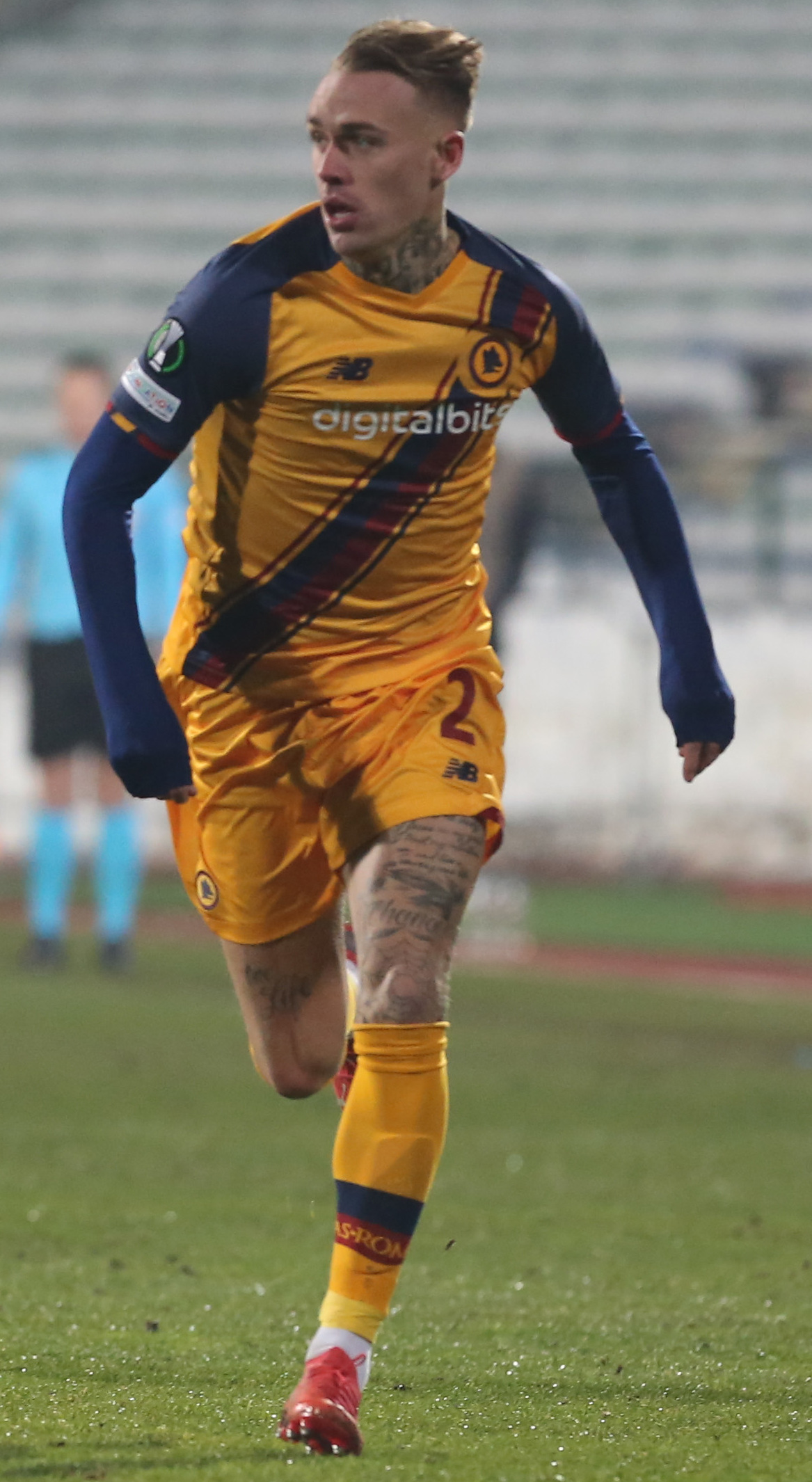
Рік Карсдорп під час виступів за «Рому». 2021 рік.

У сезоні 2015/16 був твердим гравцем основи, з'являвся на полі у 29 зустрічах, 28 раз ставши гравцем стартового складу. 23 жовтня 2015 року підписав з клубом новий контракт з терміном дії до літа 2020 року.
Утім вже влітку 2017 року гравець прийняв пропозицію приєднатися до італійської «Роми», з якою уклав п'ятирічний контракт. Але вибороти постійне місце у складі римської команди Ріку не вдалося, оскільки його позицію правого захисника стабільно закривав вихованець «Роми» та віцекапітан команди Алессандро Флоренці. В результаті сезон 2019/20 Карсдорп провів на правах оренди у складі рідного «Феєрнорда». Лише у сезоні 2020/21, після повернення з оренди й уходу з «Роми» Флоренці, Карсдорп поступово став гравцем стартового складу у «Ромі». 2022 року Карсдорп допоміг команді виграти дебютний розіграш Ліги конференцій, зігравши в тому числі й у фінальному матчі проти рідного «Феєнорда» (1:0).

## Виступи за збірну
Карсдорп брав участь у матчах юнацьких збірної Нідерландів різних вікових категорій, проте основним гравцем ніколи не був. Брав участь у відбірковому етапі до чемпіонату Європи 2014 року серед юнаків до 19 років.
13 листопада 2014 року дебютував у молодіжній голландській команді в товариській зустрічі проти однолітків з Німеччини.
У вересні 2015 року викликався в основну збірну Нідерландів для підготовки до відбіркових матчів чемпіонату Європи 2016 року проти Казахстану і Чехії, але на полі не з'являвся. Також в березні 2016 був викликаний на матчі Франції і Англії, але весь час просидів на лавці запасних. Він був викликаний ще раз в березні 2016 року для товариських матчів проти Франції та Англії, але на поле знову не вийшов.
7 жовтня 2016 року дебютував за збірну проти у зустрічі проти Білорусі в рамках відбіркового турніру до чемпіонату світу 2018 року. Рік вийшов у стартовому складі і відіграв весь матч, який виграла збірна Нідерландів з рахунком 4:1. За три дні провів другу гру за національну команду, а навесні 2017 року — третю і наразі останню.
| Дата       | Місто         | Господарі  | Результат | Гості      | Турнір            | Голи | Примітки |
| ---------- | ------------- | ---------- | --------- | ---------- | ----------------- | ---- | -------- |
| 7-10-2016  | Роттердам     | Нідерланди | 4 – 1     | Білорусь   | Відбір до ЧС 2018 | -    |          |
| 10-10-2016 | Амстердам     | Нідерланди | 0 – 1     | Франція    | Відбір до ЧС 2018 | -    |          |
| 25-3-2017  | Софія (місто) | Болгарія   | 2 – 0     | Нідерланди | Відбір до ЧС 2018 | -    |          |
| Усього     |               | Матчів     | 3         |            | Голів             | 0    |          |

## Титули і досягнення
- Чемпіон Нідерландів (2):

«Феєнорд»: 2016/17
ПСВ: 2024/25
- Володар Кубка Нідерландів (1):

«Феєнорд»: 2015/16
- Переможець Ліги конференцій УЄФА (1):

«Рома»: 2021/22